# La Vierge du Don
La Vierge du Don ou Notre-Dame du Don est une icône de la Vierge Marie, avec son fils Jésus dans les bras. C'est une représentation orthodoxe de la Mère de Dieu de type Éléousa aux yeux tristes et pleins d'amour pour son fils. C'est une des variantes les plus lyriques de la Vierge de Vladimir. Sur l'envers de celle-ci figure une autre icône représentant la Dormition de la Vierge.
Selon la légende datant de 1692, les Cosaques du Don l'auraient offerte au prince moscovite Dimitri Ier Donskoï avant la Bataille de Koulikovo de 1380 remportée par les Russes contre les Mongols. Dans l'Église russe cette icône est considérée comme miraculeuse. Elle est fêtée le 19 août selon le calendrier julien.
Les historiens d'art la datent des années 1382-1395. Théophane le Grec en est souvent considéré comme l'auteur, quand ce n'est pas un maître de son entourage. Elle se rapproche en effet de fresques novgorodiennes du maître par sa conception de la lumière dont la source est le Christ, surgissant de l'obscurité enveloppé de ses habits d'or. Mikhaïl Alpatov ne l'attribue pas à Théophane le Grec. Victor Lazarev pense que l'avers et le revers montrent des icônes formées sous l'influence de Théophane le Grec. L'icône est exposée aujourd'hui à la Galerie Tretiakov. Chaque année elle retourne au monastère de Donskoï lors des fêtes qui lui sont consacrées.

## Histoire de l'icône
La date exacte et l'auteur de l'icône ne sont pas connus avec précision. C'est dans un livre du Monastère Donskoï, datant de 1692, que sont relatées ses origines et ses liens avec la bataille de Koulikovo :

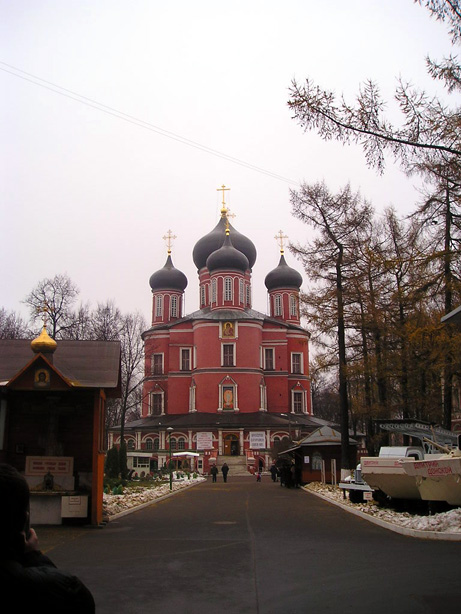
La grande cathédrale de Notre-Dame du Don; Monastère Donskoï

La plupart des chercheurs considèrent toutefois que cette histoire de l'origine de l'icône n'est pas fondée et croient que l'icône date d'après la bataille de Koulikov. Il existe plusieurs théories sur les origines telle par exemple celle du professeur O. G Oulianov, suivant laquelle l'icône aurait été peinte pour le Monastère Simonov (fondé en 1370 par le neveu et disciple de Serge de Radonège — Saint-Féodore III), d'où l'icône aurait pu être déplacée en 1567 à la Cathédrale de l'Annonciation de Moscou, après sa restauration à la suite de l'incendie du 21 juin 1547. Selon Valentina Antonova, cette icône se trouvait à l'origine à la cathédrale de la Dormition de la ville de Kolomna, construite en 1379, à la demande du prince Dimitri Ier Donskoï, et dans laquelle ont travaillé Théophane le Grec et ses élèves, pour y créer un ensemble de fresques et une iconostase.
C'est devant cette icône que Ivan le Terrible pria avant la prise du Khanat de Kazan le 3 juin 1552. Il l'emporta avec lui durant sa campagne, puis la rendit à la Cathédrale de l'Annonciation de Moscou dans le Kremlin.
La tradition religieuse relie encore cette icône à la libération de Moscou du joug tatare du khan de Ghazi II Giray. En 1591, les troupes de ce dernier se trouvaient déjà sur la colline des moineaux à Moscou, le point le plus élevé de la capitale. Une procession de l'icône est organisée autour des murs de la ville pour conduire l'icône jusqu'à l'église militaire. Le lendemain, le 19 août, la victoire est remportée par les troupes russes et elle est attribuée à la Vierge Marie. C'est en souvenir de cette victoire que le Monastère Donskoï a été fondé à l'emplacement de l'église, qu'une copie certifiée de l'icône a été réalisée et qu'un jour de fête lui a été dédié. Celle-ci, depuis cette époque, est considérée comme protectrice contre les hérétiques et les ennemis étrangers.
En 1598, le patriarche de Moscou Job bénit l'intronisation de Boris Godounov avec cette icône. En 1687 lors des campagnes de Crimée le prince Vassili Golitsyne emporte avec lui cette icône. À la fin du XVIIe siècle, l'icône est installée dans la retraite de la fille du tsar Nathalie Alexeïevna, d'où elle retournera plus tard dans la cathédrale de l'Annonciation. Lors de la prise de Moscou par Napoléon, l'icône est dépouillée des pierres précieuses de sa riza.
En 1919, elle est redécouverte par G. O. Tchirikov qui la fait connaître et la fait exposer au Musée historique d'État. À partir de 1930 elle fait partie de la collection de la Galerie Tretiakov.

## Datation et attribution
Les historiens considèrent traditionnellement que l'auteur de cette icône était soit Théophane le Grec, soit un maître de son entourage. Il existe toutefois des auteurs qui proposent des attributions différentes comme O. G. Oulianov qui attribue l'icône à Ignace le Grec qui l'aurait peinte pour la cathédrale de la Dormition du monastère Simonov. L. I. Lifchits suggère que cette icône est l'œuvre d'un maître serbe de l'école de Moravie (un des édifices de Novgorod a été peint par des artistes serbes). Victor Lazarev suppose que l'icône est l'œuvre d'un peintre de Novgorod, un des élèves de Théophane le Grec, sans exclure la possibilité que ce soit Théophane lui-même.
L'icône de la Dormition de la Vierge pose des problèmes semblables d'attribution parmi les historiens d'art. Igor Grabar, Pavel Mouratov, et V. I. Antonova l'attribuent au pinceau de Théophane le Grec. Selon D. V. Aïnalov , Victor Lazarev et L. I. Lifchits, l'icône a été réalisée par un artiste russe probablement de l'école de Novgorod. Lazarev invoque la très haute qualité de cette icône pour expliquer les problèmes d'attributions. Elle surpasse, en effet, toutes les icônes de l'époque réalisées par des peintres novgorodiens. Mais c'est précisément ce qui justifie une attribution à un élève de Théophane estime Victor Lazarev.
L'attribution et l'époque de réalisation de l'icône sont source de divergences d'opinions. Certains auteurs considèrent qu'elle date de 1392, à l'époque de la peinture de la cathédrale de Kolomna par Théophane le Grec. D'autres considèrent qu'elle a été créée par Théophane, mais dans les années 1390, et pour la cathédrale de l'Annonciation du Kremlin de Moscou, mais étant une copie d'une icône non conservée de la cathédrale de la Dormition de Kolomna. Victor Lazarev considère quant à lui que si l'icône a été peinte à Novgorod (là où Théophane passa dix ans de sa vie), elle doit alors être datée des années 1380. Si par contre c'est à Moscou qu'elle a été peinte elle doit être datée des années 1390. Selon L. I. Lifchits elle pourrait avoir été commandée par le métropolite Cyprien métropolite de Kiev en 1395 à l'occasion du départ de Moscou des troupes de Tamerlan.
Le plus souvent le motif de la commande de l'icône qui est cité est celui d'Eudoxie de Souzdal souhaitant honorer son mari Dimitri Ier Donskoï, blessé à la bataille de Koulikovo ainsi que celle des soldats qui moururent lors des combats.

## Iconographie
De chaque côté de l'icône est peint un sujet : sur l'avers la Vierge avec son fils Jésus, et sur le revers la Dormition de la Vierge.

### Avers

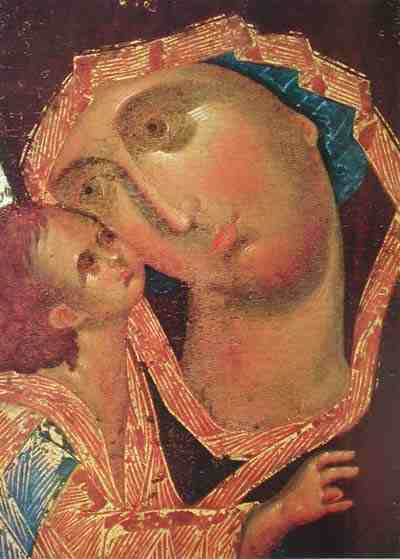
Vue rapprochée des visages de la Vierge et l'Enfant Jésus

La face de l'icône présente la Mère de Dieu de type iconographique Éléousa. Le fond doré initial a disparu mais les visages et les vêtements sont bien conservés à l'exception des auréoles de Jésus et de Marie qui étaient également dorées à l'origine. C'est une représentation traditionnelle : la main droite de la Vierge Marie soutient l'enfant dont le visage effleure sa joue. L'enfant Jésus bénit de la main droite (avec le pouce et un doigt) ; de la gauche il tient un rouleau de parchemin bleu. Il est vêtu de l'himation dont le pan est tenu par la main gauche de la Vierge. Les jambes de l'enfant sont nues jusqu'au genoux, ce qui est particulier à cette icône.
Le chiton ocre de l'enfant Jésus est garni d'une série de lignes brisées dorées et bleues. Tous ses vêtements sont couverts d'assistes. Le rouleau qu'il tient en main est attaché par une corde d'or. C'est la main gauche de la Vierge qui retient les plis tombants du vêtement de l'enfant.
Le maforii de la Sainte Vierge est dans les tons cerise foncé. Le liseré est d'un ton or. Les manches sont garnies de franges. Les étoiles d'or sont le symbole de sa virginité. Elle porte une coiffe bleue sur la tête en dessous du maforii.
Selon Victor Lazarev,
| « La Mère de Jésus semble anticiper le destin tragique de son fils. Son visage dévoile non seulement de la tristesse, mais il exprime en même temps une sérénité qui lui donne une particulière douceur. Ce que l'on rencontre rarement dans les icônes byzantines sur le même sujet. L'artiste transcrit cette expression de douceur en utilisant des tons harmonieux, des touches précieuses de lapis-lazuli, des arrondis, des courbes sans aucune rudesse ni précipitation. » |

Victor Lazarev remarque que les iconographes de l'époque respectaient scrupuleusement les canons classiques et ne se laissaient pas aller à des écarts pour pouvoir donner aux icônes une plus grande expressivité. L'icône de la Vierge du Don va à cet égard au-delà des principes de l'école byzantine. Pour accentuer l'expression du visage de Marie, remarque Lazarev, l'auteur utilise, par exemple, l'asymétrie dans la disposition des yeux et de la bouche. Les yeux ne sont pas dans des axes parallèles et la bouche est légèrement déplacée vers la droite. Les coloris utilisés sont riches, denses, épais. Cela distingue cette icône des autres icônes de l'école de Novgorod, alors même que cela la distingue également des icônes byzantines de l'époque.
Lazarev que la Vierge du Don est aussi remarquable que celle de Notre-Dame de Vladimir ou que la mosaïque de la Déïsis de la basilique Sainte-Sophie de Constantinople :

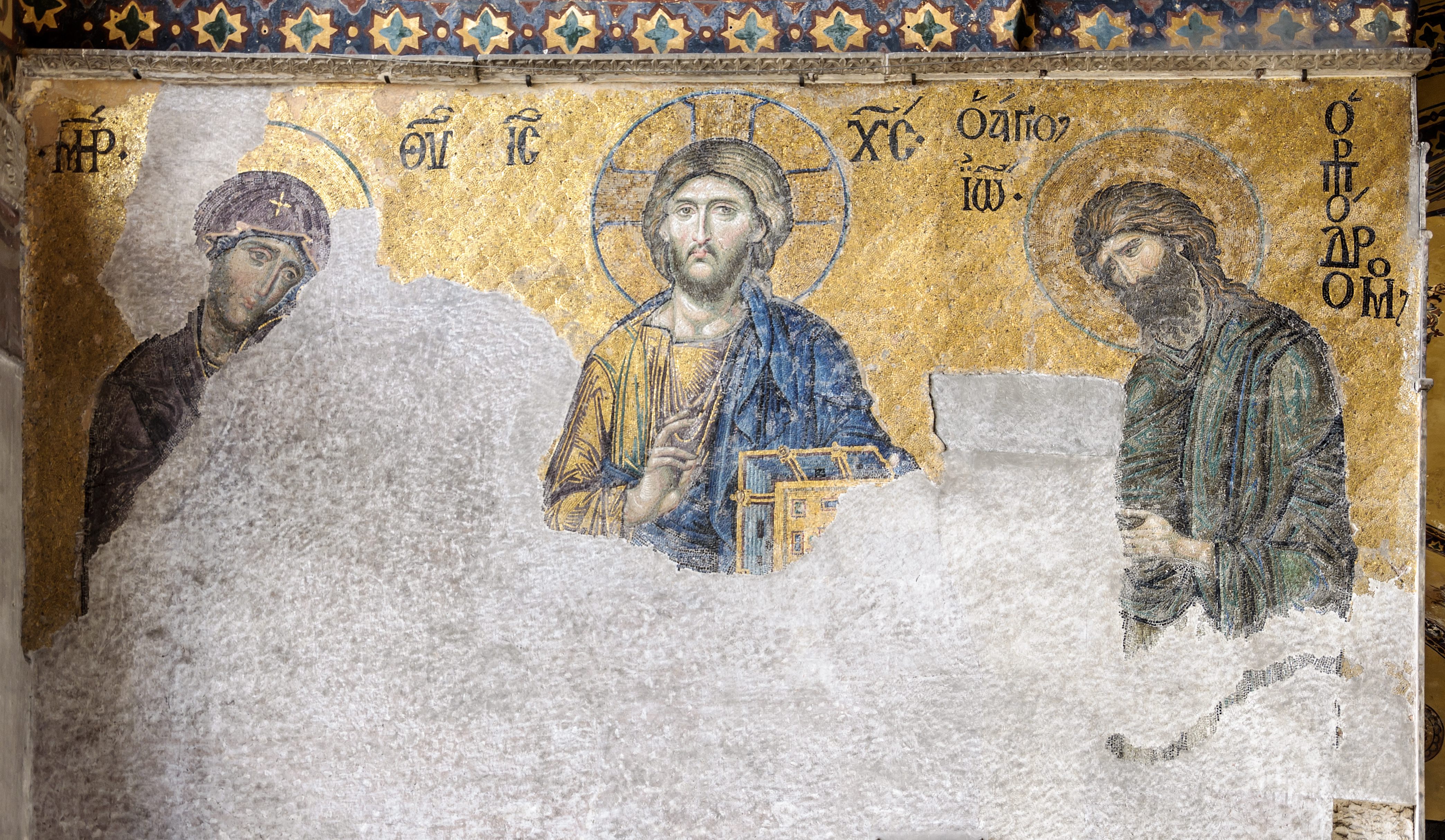
Déïsis de Sainte-Sophie de Constantinople, XIIIe siècle

| « C'est une œuvre exceptionnelle par ses qualités artistiques, indépendamment du fait qu'elle soit attribuée à Théophane le Grec lui-même ou à son école ». » |

### Revers
Au revers de l'icône de la Vierge du Don figure la Dormition de la Vierge dont l'état de conservation est remarquable en particulier la couleur vermillon qui domine. La scène est ici débarrassée de sujets traditionnels tels que les anges (habituellement chargé de porter l'âme de la Vierge vers le ciel), les femmes pleureuses. Le Christ occupe le centre de la composition. Sa taille est deux fois plus élevée que celle des autres personnages. Il tient dans ses mains l'âme de la Vierge emmaillotée de bandelettes comme un enfant pour symboliser son immortalité. Devant lui, le corps de la Vierge Marie est étendu, entouré des douze apôtres et vers l'arrière de deux évêques (Jacques, frère de Jésus, un des Septante disciples et Hierotheos le Thesmothete (en)) témoins de la mort de la Vierge Marie à Jérusalem. La scène se déroule entre deux bâtiments pour indiquer que l'action se déroule à l'intérieur d'un édifice. Devant le lit funéraire de la Vierge un cierge brule pour symboliser l'inévitable durée limitée de la vie terrestre.
« 
Les apôtres sont représentés comme des gens simples. Ils sont réunis, émus et tristes, pour rendre un dernier hommage à la mère de leur Seigneur. Un seul sentiment les rapproche tous, celui d'une immense tristesse.
Il est si fort qu'il fait disparaître toute distinction entre eux, chacun n'étant qu'une partie d'une communauté unie par l'affliction dans un même geste.
 »

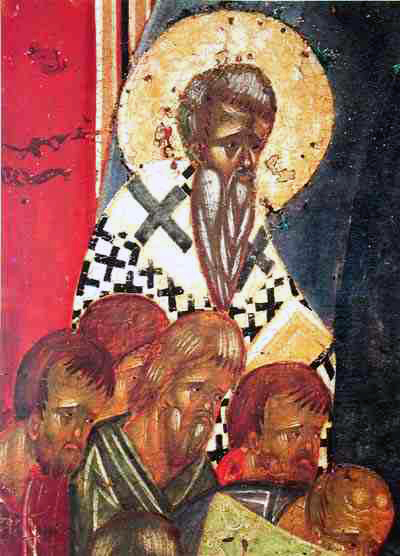
évêque Jacques et les apôtres (fragment de l'icône)

La Dormition sur le revers de l'icône est réalisée dans des tons plus sombres et plus dramatiques avec des dominantes vertes, brunes, qui contrastent avec du blanc, du rouge vif, du jaune doré, du rouge-rose tendre. Cette icône du revers est passionnée, impulsive, intimiste. Son auteur est libéré des interprétations de la Dormition données pas les autres artistes de son temps. La gamme des couleurs, la précision des traits, le ton olivâtre et brun des ombres des visages, les rehauts prononcés permettent à Lazarev de conclure que les deux faces de l'icône sont l'œuvre de deux maîtres différents. Les historiens d'art ont également remarqué que les visages des apôtres ne sont pas ceux, traditionnels et aristocratiques de Byzance : ce sont des visages de paysans tels que l'on peut en voir sur les fresques de église de Volotovo. Le laconisme novgorodien de cette icône les incline à voir derrière cette œuvre un auteur russe, très probablement originaire de Novgorod qui a réalisé une symbiose très originale des caractéristiques des écoles de Constantinople et de Novgorod.

## Copies

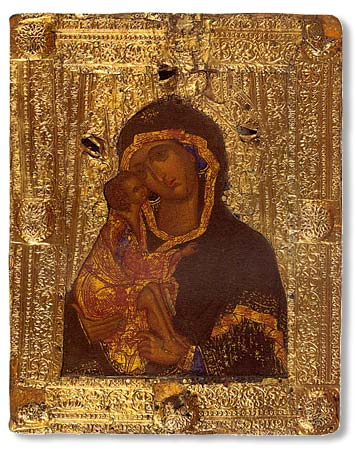
Copie de l'icône de la Vierge du Don de la Laure de la Trinité-Saint-Serge

La première copie connue de l'icône date de la fin du XIVe siècle. Elle fut décorée d'un oklad doré et est entrée à titre de dot de Vladimir le Téméraire, le cousin de Dimitri Donskoï dans le trésor de la Laure de la Trinité-Saint-Serge.
Après le transfert de l'icône à Moscou deux copies en furent réalisées à la demande d'Ivan le Terrible qui les envoya à Kolomno.
La copie réalisée pour la cathédrale de la Dormition a été conservée jusqu'à nos jours. Elle se différencie par son fond blanc et par l'oklad que l'évêque de Kolomna, David, fit réaliser au XVIe siècle.
En 1668 un autre copie de l'icône est réalisée par Simon Ouchakov pour la petite église du Don.

## Oklad
Au XVIIe siècle est réalisé un oklad précieux décrit longuement et sur plusieurs pages dans le livre d'inventaire de 1680 de la cathédrale de l'Annonciation.
L'oklad de la Vierge du Don n'a pas été conservé intact. En 1812, les soldats de Napoléon lui enlevèrent ses pierres précieuses et à la Révolution d'Octobre la riza d'argent a disparu. Seuls certains bijoux ont été conservés, parmi lesquels le pectoral sculpté intitulé «Descente aux Enfers» serti d'or et de pierres précieuses.